# Predmier
Predmier es un municipio del distrito de Bytča en la región de Žilina, Eslovaquia, con una población estimada a final del año 2024 de 1363 habitantes.
Se encuentra ubicado al oeste de la región, cerca del curso alto del río Váh (cuenca hidrográfica del Danubio) y de la frontera con la región de Trenčín.

## Demografía
| Año        | 1994 | 2004    | 2014    | 2024    |
| ---------- | ---- | ------- | ------- | ------- |
| Población  | 1335 | 1350    | 1364    | 1363    |
| Diferencia |      | +1,12 % | +1,03 % | −0,07 % |

| Año        | 2023 | 2024    |
| ---------- | ---- | ------- |
| Población  | 1359 | 1363    |
| Diferencia |      | +0,29 % |